# Hybanthus pennellii
Hybanthus pennellii är en violväxtart som först beskrevs av Conrad Vernon Morton, och fick sitt nu gällande namn av Billie Lee Turner. Hybanthus pennellii ingår i släktet Hybanthus och familjen violväxter. Inga underarter finns listade i Catalogue of Life.